# هانا توينتون
هانا توينتون (بالإنجليزية: Hannah Tointon)‏ هي ممثلة بريطانية، ولدت في 28 ديسمبر 1987 في المملكة المتحدة.

## أعمال

### أفلام
- (2006) مجرد حظي[5]

### مسلسلات
- بيني دريدفول

## وصلات خارجية
- هانا توينتون على موقع IMDb (الإنجليزية)
- هانا توينتون على موقع ألو سيني (الفرنسية)
- هانا توينتون على موقع أول موفي (الإنجليزية)
- هانا توينتون على موقع قاعدة بيانات الفيلم (الإنجليزية)
- هانا توينتون على موقع كينوبويسك (الروسية)